# Natica caneloensis
Natica caneloensis is een slakkensoort uit de familie van de Naticidae. De wetenschappelijke naam van de soort is voor het eerst geldig gepubliceerd in 1955 door Hertlein & Strong.